# Cattedrale di Nola
La cattedrale di Santa Maria Assunta è il duomo di Nola e cattedrale della diocesi omonima.
Si trova in piazza Duomo.

## Storia
L'attuale cattedrale di Nola è una costruzione moderna, edificata tra il 1869 e gli inizi del Novecento su progetto dell'architetto Nicola Breglia in stile neorinascimentale: essa fu inaugurata nel maggio 1909 con la traslazione delle reliquie di san Paolino.
La nuova costruzione fu necessaria a causa del devastante incendio doloso che la notte del 13 febbraio 1861 distrusse completamente l'antica chiesa gotica, di essa si salvarono: alcuni manufatti, le statue dei santi patroni , la cripta, la cappella dell'Immacolata e la statua ad Essa risemblante . Questa chiesa risaliva alla fine del XIV secolo, costruita in seguito al trasferimento della sede della diocesi da Cimitile (dove si trovava la cattedrale di San Felice in Pincis) a Nola e per l'inadeguatezza della cattedrale provvisoria, la chiesa nolana dei Santi Apostoli, a fianco della quale fu edificato il nuovo edificio sacro, in stile gotico a tre navate. La costruzione subì importanti modifiche a causa di un crollo nel 1583 ; infine venne distrutta nell'incendio appiccato, sembra, per motivi politici nel 1861.
Nel marzo del 1954 papa Pio XII l'ha elevata alla dignità di basilica minore.

## Descrizione
La facciata è preceduta da un portico con cinque arcate sorrette da sei colonne di marmo con capitelli in travertino. Affianca la chiesa il campanile, la cui costruzione risale al XII secolo, ma che fu in parte distrutto da un terremoto nel 1805. Altri due piccoli campanili chiudono la facciata, su cui insiste una balaustra: nei due campanili laterali sono collocate le statue dei due principali santi di Nola: san Felice e san Paolino.

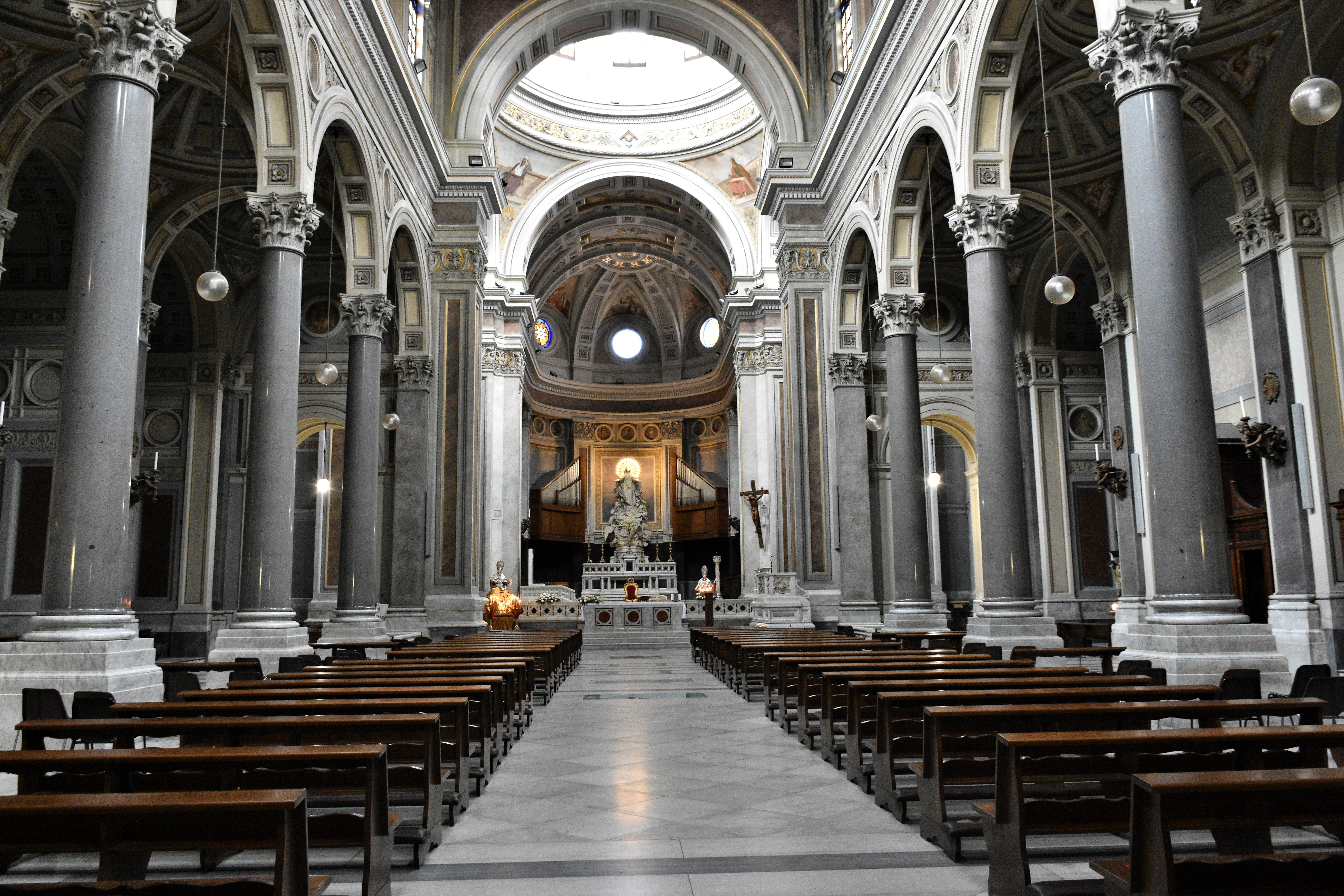
Vista interna della Cattedrale

L'interno della cattedrale è a pianta a croce latina a tre navate divise da colonne in granito; il soffitto è a cassettoni e nel transetto si apre una cupola. Il soffitto della navata centrale racchiude gli stemmi dei due vescovi che iniziarono e portarono a termine la costruzione della nuova cattedrale (Giuseppe Formisano e Agnello Renzullo); al centro è una tela di Salvatore Postiglione raffigurante l'Apoteosi di san Felice; completano il soffitto due bassorilievi di Salvatore Cepparulo con episodi della vita di san Paolino.
Nella navata di sinistra ci sono sei cappelle, tra cui quella dedicata a san Paolino, decorata dal pittore Vincenzo Severino; nella navata di destra invece le cappelle sono quattro. La cappella più importante è tuttavia quella a cui si accede dal transetto, ed è dedicata all'Immacolata: la sola che si sia salvata dell'antica cattedrale, risale al Cinquecento, è costituita da due ambienti, ed è riccamente decorata in stile rinascimentale. Dal transetto si accede anche alla cripta, con pianta a croce greca, dedicata a san Felice. Murata nel muro di accesso alla cripta è una croce gemmata del V secolo. Le statue lignee: dell'Immacolata San Paolino e San Felice, poste nelle rispettive cappelle, sono quelle sopravvissute al rogo del 1861 ed risalgono al XVII secolo, essendo la sua fattura opera dello scultore Iacopo Bonavita, sotto incarico del vescovo Giovanni Battista Lancellotti.